# HBPO
Die Hella Behr Plastic Omnium (HBPO) wurde 2004 als Joint Venture von Hella, Behr und Plastic Omnium gegründet. HBPO ist ein Hersteller von Fahrzeugfronten (Frontend-Modulen). Es ist nach eigenen Angaben weltweit einziger Systemintegrator auf diesem Gebiet. HBPO beschäftigt weltweit über 2.000 Mitarbeiter, die zurzeit in 24 reihenfolgesynchronen Fertigungsstätten in Europa, Nordamerika und Asien über 5,4 Millionen Fahrzeugfronten pro Jahr montieren.
Seit Mitte 2022 befindet sich HBPO zu 100 % im Besitz der Plastic Omnium, einem börsennotierten französischen Automobilzulieferer.

## Geschichte

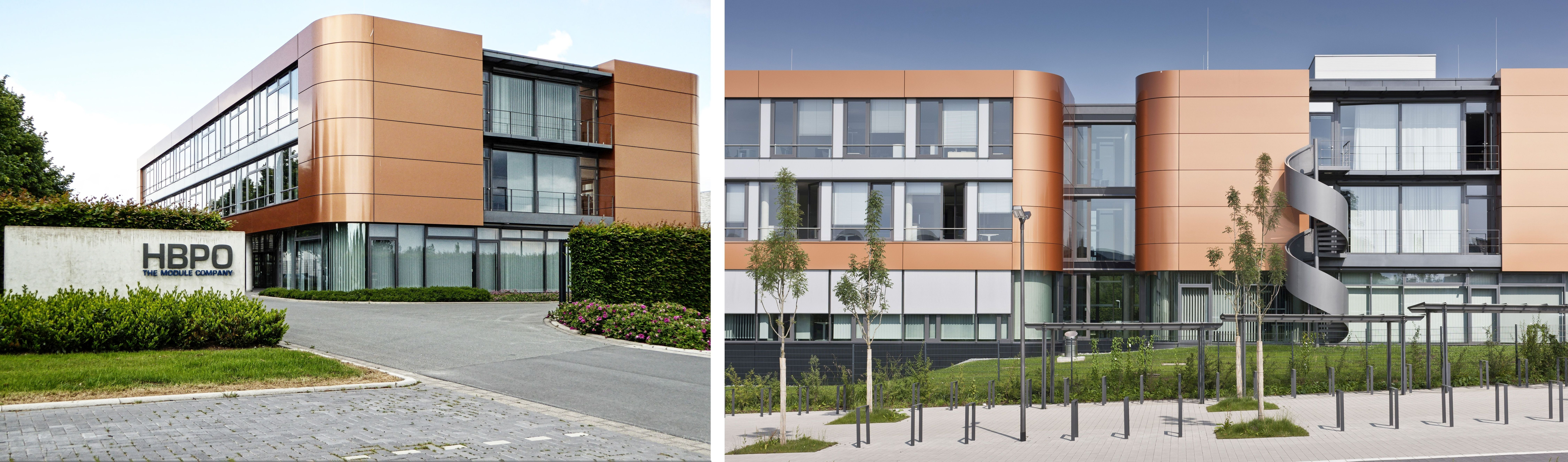
Firmensitz von HBPO in Lippstadt

Seit Anfang der 1990er Jahre war Hella Systempartner der Automobilindustrie auf dem Gebiet Frontend-Module.
Das erste Frontend für den Golf III wurde ab 1992 in der von Hella neu gebauten Fabrik in Meerane (heute HBPO Germany GmbH) für Volkswagen Sachsen gefertigt.
1997 erhielt Hella den ersten Auftrag mit kompletter Verantwortung für die Entwicklung und Lieferantenauswahl der Einzelkomponenten für das Frontend-Modul des Škoda Fabia A04.
Die Hella-Behr Fahrzeugsysteme GmbH (HBF) entstand 1999 als Joint-Venture des Licht- und Elektronikexperten Hella und des Kühler- und Klimaunternehmens Behr. Im selben Jahr wurde das technische Support-Center Hella-Behr Vehicle Systems Inc. (heute HBPO North America Inc.) in Troy (Michigan) gegründet.
2002 wurde HBF auf dem asiatischen Markt aktiv. Über das Joint Venture SHB Automotive Module Company Ltd. mit dem koreanischen Automobilzulieferer Samlip begann eine Partnerschaft für Frontend-Module in Daegu in Südkorea.
Das Gemeinschaftsunternehmen HBPO GmbH entstand 2004 durch die Aufnahme des dritten Partners Plastic Omnium Auto Exterior, der lackierte Kunststoffanbauteile, Crashmanagement und Fußgängerschutz herstellte.
2006 weihte HBPO seine neue Firmenzentrale in Lippstadt ein und bezog ein modernes Gebäude. 2012 kam es zur Gründung eines weiteren Joint Venture HHBPO mit DRB-HICOM in Malaysia.
Nachdem Mahle bei Behr die Anteilsmehrheit übernommen hatte, gab es im März 2018 bekannt, den 33,33 % Anteil von Behr an HBPO an Plastic Omnium zu verkaufen. Der Vertrag wurde am 1. März 2018 geschlossen.
Im Jahre 2022 erwarb der Automobilzulieferer  Faurecia die Mehrheit an Hella. Im August 2022 teilte Faurecia mit, den bisher von Hella an HBPO gehaltenen Anteil von 33,33 % ebenfalls an Plastic Omnium zu verkaufen. Für einen Kaufpreis von 290 Mio. Euro wurde Plastic Omnium damit Alleineigentümer von HBPO.